# Rudgea karstenii
Rudgea karstenii är en måreväxtart som beskrevs av Paul Carpenter Standley. Rudgea karstenii ingår i släktet Rudgea och familjen måreväxter. Inga underarter finns listade i Catalogue of Life.